# Čatež ob Savi
Čatež ob Savi je naselje u Općini Brežice u istočnoj Sloveniji. Čatež ob Savi se nalazi u pokrajini Dolenjskoj i statističkoj regiji Donjoposavskoj. Čatež ob Savi poznat je po svojim termama Čateške toplice.

## Stanovništvo
Prema popisu stanovništva iz 2002. godine Čatež ob Savi je imao 322 stanovnika.

### Etnički sastav
1991. godina:
- Slovenci: 307 (93,3%)
- Hrvati: 13 (4%)
- Srbi: 2
- Jugoslaveni: 2
- Crnogorci: 1
- nepoznato: 4 (1,2%)

## Vanjske poveznice
- Satelitska snimka naselja  Arhivirana inačica izvorne stranice od 29. srpnja 2017. (Wayback Machine)